# Михаил Гулко
Михаил Александрович Гулко е съветски и американски певец и музикант, изпълнител на руски шансон.

## Биография
Роден в Харков на 23 юли 1931 г. Баща му е счетоводител в книжарница, а майка му – актриса, пианистка и певица, а в дома му цари музикална атмосфера. Дядото, търговец от втората гилдия, Срул-Нахим Шлемович Гулко, се е занимавал с доставка на униформи за руската армия и е притежавал две къщи (четириетажна с таванско помещение и двуетажна) на улица Клочковская, построени през 1901 и 1913 г. в стил ар нуво по проект на архитекта Борис Корниенко.
От детството си учи музика, пее на вечери на художественото изкуство под акомпанимента на майка си, по-късно започва да свири на акордеон и е чест изпълнител на танци и училищни вечери с музикален съпровод. В началото на Великата отечествена война той и майка му се преместват в Челябинск . След училище завършва минния факултет на Московския политехнически институт, като най-активно съчетава класовете в института с изпълнения в ресторанти, на сцената, танци и частни концерти. След дипломирането си работи като минен инженер в конструкторския институт Южгипрошахт и в мините на Донбас, а след това му предлагат работа в Петропавловск-Камчатски. В Камчатка той работи като ръководител на вокален и инструментален ансамбъл, като там междувременно завършва и музикално училище.
Той става един от първите в жанра на съвременния градски романс. По същото време се формира стабилен мит за лагерното минало на Михаил Гулко. Въпреки това той не е бил затворник, той е имал много представления по затворите. Многократно прави безплатни концерти в наказателни лагери и затвори.
През 1980 г. емигрира в САЩ с израелска виза, продължава да работи като музикант и певец в Ню Йорк и обикаля Русия от 1993 г. Гастролирал е с концерти в страните от Европа, Канада, Америка, Австралия.
Първият му албум „Синьото небе на Русия“, който включва популярните песни „Поручик Голицин“, „Бяла бреза“, „Ешелон“ и „Колима“, излиза през 1981 година. След това, през 1984 г., има втори албум – „Изгорени мостове“ (песните „Господа офицери“, „Сбогом на родината“, „Цигарени фасове“, „Брези в зоната)“.
През 1985 г. , по случай 40-годишнината от победата във Великата отечествена война, той издава диска „Песни от военните години“, а през 1996 г. – диска „В чужбина“, няколко песни от които са написани в съавторство с Михаил Танич. Заглавната песен от албума се изпълнява от Гулко в комедията на А. Ейрамджан „Примадона Мери“.
През 1999 г. песните му излизат в поредицата Legends of Russian Chanson, а през 2002 г. в поредицата Grand Collection. През 2006 г. в Украйна излиза DVD с филма-концерт на Михаил Гулко „Съдбата на емигрант“. През 2009 г. издателство „Деком“ публикува автобиографията на Михаил Гулко, „Съдбата на емигрант“, (съставител М. Кравчински) в поредицата „Руски шансониери“ с музикално аудио допълнение към най-добрите му песни. Всяка година Михаил Гулко посещава Русия, за да изнася концерти.
През 2013 г. Михаил Гулко подписва ексклузивен договор с нюйоркската звукозаписна компания Sweet Rains Records, в резултат на което цялата дискография на Михаил Гулко става достъпна в подобрен формат за цифрово мастериране в интернет (iTunes, Amazon, YouTube, Яндекс, Sweet Rains), а продуцентът Игор Кисил провежда поредица от нови студийни записи, които водят до нови албуми и сингли в изпълнение на певеца, които впоследствие също са достъпни във водещи интернет сайтове.
През 2014 г. излиза нов албум на Михаил Гулко под заглавие „Неизпети песни“ (продуцент Игор Кисил). Албумът излиза само в дигитална форма и включва записи на 13 песни, записани в различни студия в Ню Йорк. Продуцентът на албума Игор Кисил също води финалния дигитален мастеринг на албума в легендарното нюйоркско студио „Bass Hit Recording“ и продава албум онлайн чрез „Sweet Rains Records“.
През 2015 г. излиза втората част от албума „Unsung Songs“. На следващата година музикантът представя втората част от албума – „Unsung Songs-2“

## Дискография

### Студийни албуми
- Синее небо России – 1981
- Сожжённые мосты (песни „Есенен вятър“ и „Брезички“) – 1984
- Песни военных лет – 1985
- Заграница – 1996
- Сожжённые мосты – 2002
- New York – Москва – 2003
- На материк – 2008
- Неспетые песни – 2014
- Неспетые песни – 2015

### Компилации
- Господа офицеры – 1993
- Избранное – 1993
- Синее небо – России (CD 1) 1995
- Синее небо – России (CD 2) 1995
- Лучшее – 1997
- Серия „Легенды Русского шансона“ (том 12) – 1999
- Grand Collection – 2001
- Есть только миг – 2001
- Песни из нашей жизни – 2001
- Война – 2002
- Одессит Мишка (серия „Легенды жанра“) – 2002
- Серия „Настроение шансон“ – 2006
- Золотой альбом – 2008
- Судьба эмигранта (Приложение към книгата „Судьба эмигранта“) – 2009
- Старая фотография (Best + 2 новых трека) – 2010
- Тишина – 2012

### Сингли
- Сокольники – 2015
- На Волю – 2016

### Концерти и Магнитоалбуми (издания от лента до лента) (tape-to-tape releases)
- В Питере с Братята Жемчужни – 1997
- Ваше Благородие – 2000

### Съвместни албуми
- Концерт в ДК им. Горького – 1998 (на живо)
- Питер Железо – Мужики (с участието на Михаил Гулко) – 2004
- Проект „Четыре масти“ (М. Гулко, А. Звинцов, Ю. Алмазов, група Воровайки) – 2009

## Русия в песните на Михаил Гулко
- Синее небо России – (1993 – Господа офицеры)[6]
- Прощание с Родиной – (1993 – Господа офицеры)[6]
- Россия с нами (Господа офицеры) – (2001 – Есть только миг)[7]
- Москва златоглавая – (2001 – Песни из нашей жизни)[8]
- Моя Москва – (2003 – New York – Москва)[9]
- Россия с нами – (2009 – Судьба эмигранта)[10]
- Прости, Россия – (2014 – Неспетые песни)[11]